# 4 đất nước sách Đa-ni-ên

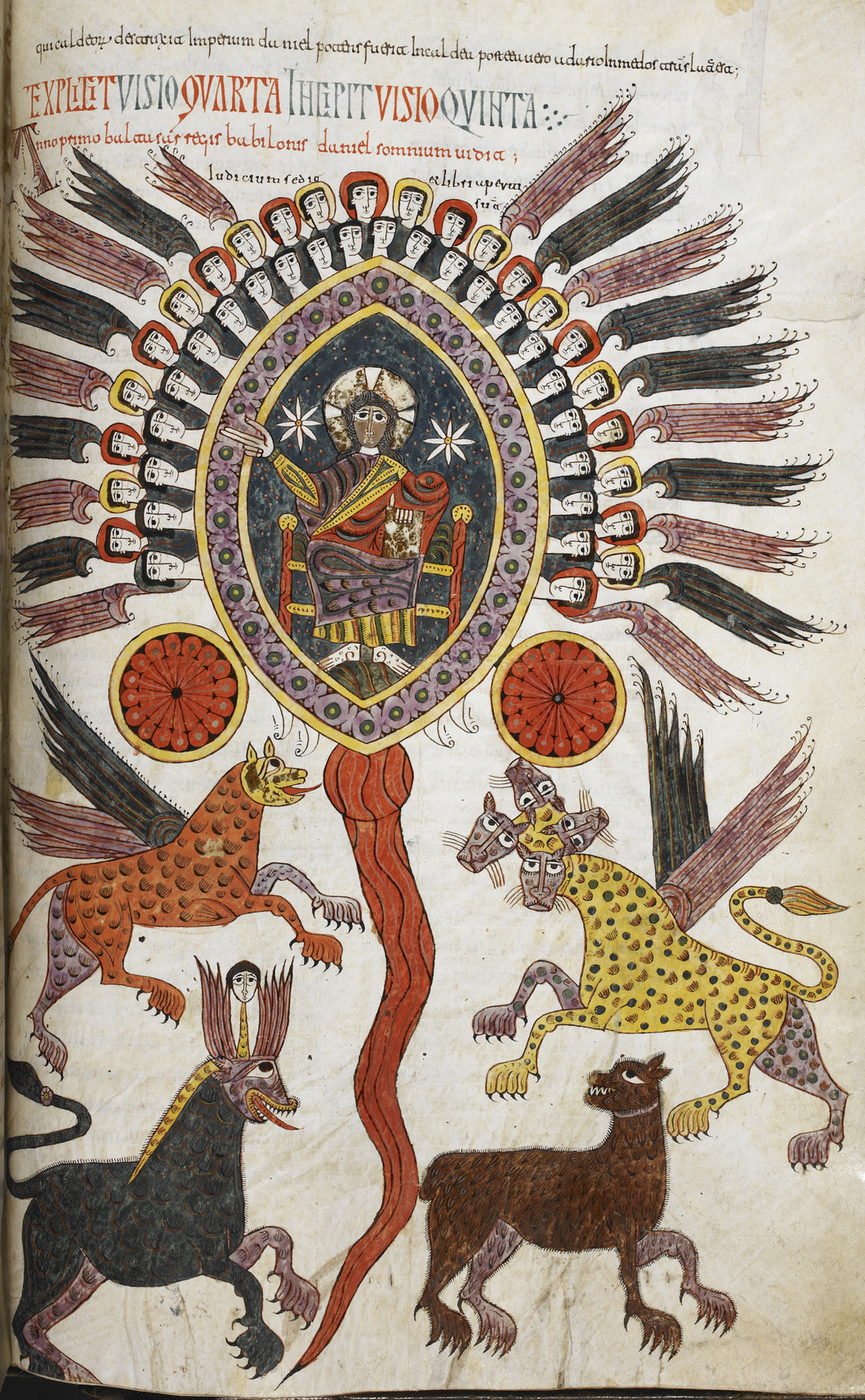
Bốn con thú và Đấng Thượng Cổ, được vẽ bởi Silos Apocalypse

Bốn vương quốc được tiên tri trong sách của Danien là bốn vương quốc sẽ tiên tri về "thời kỳ cuối cùng" và "Vương quốc của Đức Chúa Trời".

## Bốn đất nước

### Bối cảnh lịch sử
Sách Đa-ni-en bắt nguồn từ một tập hợp các truyền thuyết lưu hành trong cộng đồng Do Thái ở Babylon và Mesopotamia trong thời kỳ Ba Tư và Thời kỳ Hy Lạp hóa sớm (từ thế kỷ 5 đến thế kỷ 3 trước Công nguyên), và sau đó được mở rộng bằng những tầm nhìn của các chương 7-12 trong thời kỳ Macca-bê (giữa thế kỷ thứ hai).
Chủ đề "bốn vương quốc" được đề cập rõ ràng trong Đa-ni-ên chương 2 và Đa-ni-ên chương 7, và được ví dụ trong hình ảnh của Đa-ni-ên chương 8. Khái niệm của Đa-ni-ên về bốn đất nước làm chủ thế giới cũng có những câu chuyện tương tự ở Hy Lạp về lịch sử thần thoại. Những nhà nghiên cứu đã đạt được sự nhất trí rằng bốn con thú trong chương 7, giống như 4 thứ kim loại trong chương 2, tượng trưng cho Babylon, Phe-rơ-sơ, Hy Lạp và La Mã.

### Đa-ni-ên chương 2
Trong chương 2, Nê-bu-cát-nết-sa mơ thấy một bức tượng được làm bằng bốn vật liệu khác nhau, được xác định là bốn vương quốc:
1. Đầu bằng vàng. Xác định rõ ràng là Vua Nê-bu-cát-nết-sa của Babylon (câu 37-38).
2. Ngực và cánh tay bằng bạc. Được xác định là một vương quốc "thấp hơn" sẽ đến sau Nê-bu-cát-nết-sa (câu 39).
3. Bụng và đùi bằng đồng thau. Một vương quốc thứ ba sẽ cai trị trên toàn thế giới (câu 39).
4. Chân bằng sắt, có chân với sự kết hợp giữa đất sét và sắt. Được giải thích là một vương quốc thứ tư, mạnh như sắt, nhưng chân và ngón chân phần nào bằng đất sét và phần nào bằng sắt cho thấy nó sẽ là một vương quốc bị chia cắt (câu 41).

### Đa-ni-ên chương 7
Trong chương 7, Đa-ni-ên có một khải huyền về bốn thú lên từ biển, và được nói rằng chúng đại diện cho bốn vương quốc:
1. Một con thú giống như sư tử có cánh đại bàng (câu 4).
2. Một con thú giống như gấu, nghiêng nửa mình, với ba xương giữa răng (câu 5).
3. Một con thú giống như con beo (con báo), có bốn cánh chim và bốn đầu (câu 6).
4. Một con thú thứ tư, với răng sắt lớn và mười chiếc sừng (câu 7-8).

Điều này được giải thích là một vương quốc thứ tư, khác với tất cả các vương quốc khác; nó "sẽ nuốt chửng toàn bộ trái đất, dẫm nát và đè nát nó" (câu 23). Mười chiếc sừng đại diện cho mười nước sẽ tách ra từ vương quốc này (câu 24). Một sừng khác (sừng "nhỏ") sau đó xuất hiện và nhổ bật ba chiếc sừng trước đó: điều này được giải thích là một vị vua tương lai.

### Đa-ni-ên chương 8
Trong chương 8, Đa-ni-ên nhìn thấy một con dê có hai sừng húc một con dê con có một sừng; sừng bị gãy và bốn sừng xuất hiện.

## Các tư tưởng

### Lịch sử đế chế La Mã

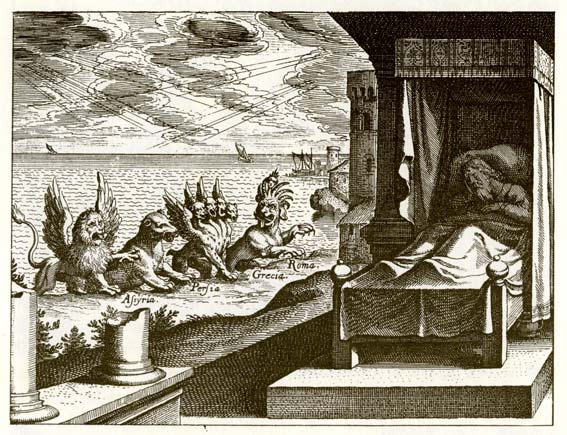
Bức khắc năm 1630 về tầm nhìn của Daniel trong chương 7 của Matthäus Merian tuân theo sự giải thích của Giêrônimô về bốn con thú, nhưng thay vì "Babylon", ông ta đặt "Assyria".

Bức tranh khắc này năm 1630 về tầm nhìn của Daniel trong chương 7 do Matthäus Merian thể hiện theo tư tưởng của Jerome về bốn con thú, nhưng thay vì "Babylon" là "Assyria".
Sự giải thích dưới đây đại diện cho quan điểm truyền thống của các nhà lịch sử tôn giáo Do Thái và Kitô giáo, các nhà tiên tri học, các nhà bày tỏ quan điểm tương lai, các nhà thuộc phái Giáo hội đa giáo kết hợp tương lai Do Thái và Kitô giáo, cũng như một số người Do Thái mà thường nghiên cứu để xác định các đế chế trong sách Daniel (với những biến thể) như sau:
1. Đế chế Babylon
2. Đế chế Mêđi & Phe-rơ-sơ
3. Đế chế Hy Lạp
4. Đế chế La Mã
5. Mười đất nước tách ra từ đất nước La Mã là: Anh, Pháp, Đức, Ý, Thụy Sỹ, Tây Ban Nha, Bồ Đào Nha, Heruli, Vandal và Ostrogoth[4].

Giêrônimô đã diễn dài điều này trong phần sách nghiên cứu về lời tiên tri sách Đa-ni-ên của ông.

### So sánh với Sách Khải Huyền
Các nhà giải thích Kitô giáo thường đọc Sách Daniel cùng với Sách Khải Huyền của Kinh Thánh mới. Các Tổng giám mục giải thích con thú mười sừng trong Khải Huyền 13 như đế chế La Mã. Đa số các nhà nhận định học hiện đại hiểu "thành phố trên bảy đồi" trong Khải Huyền là tham chiếu đến La Mã.

### Lý thuyết Đền thứ hai
Full Preterists, Idealists, một số nhà phản cải cách tôn giáo và những người không tin vào lời tiên tri Đa-ni-ên thì lại dạy rằng tiên tri của Daniel kết thúc với sự phá hủy của Đền thứ hai của Jerusalem và không có nhiều hệ quả vượt ra ngoài điều đó.
Các nhà tiên tri học, các nhà thuộc phái Giáo hội đa giáo, các nhà phản cải cách tin rằng các tiên tri của Đa-ni-ên đã dừng lại với sự phá hủy của Đền thứ hai của Jerusalem; nhưng sẽ tiếp tục ở một thời điểm trong tương lai sau một khoảng thời gian không có tiên tri để giải thích cho Kỷ nguyên Giáo hội.

## Quan điểm truyền thống

### Ngày tận thế
Trong hơn hai ngàn năm qua, các học giả đã suy đoán về ý nghĩa của những chủ đề chạy suốt Sách Đa-ni-en:
- Bốn đất nước: Trong Daniel 2, Nê-bu-cát-nết-sa mơ thấy một tượng khổng lồ bằng bốn kim loại được xác định là biểu tượng của 4 đất nước, và trong Daniel 7, Daniel thấy một phán thần với bốn con thú từ biển, cũng được xác định là 4 đất nước. Trong Daniel 8, các đất này được biểu tượng bằng "sừng", Daniel thấy một con dê có một sừng được thay thế bằng bốn sừng. Các biểu tượng chưa có lời giải rõ ràng liên quan đến mỗi loài như sau: tượng bị đập vỡ bởi một viên đá bí ẩn trở thành một ngọn núi, hình ảnh Con Người (chính xác hơn là "người giống như con người") trong Daniel 7, các "người thánh của Đấng Tối Cao", và Vương quốc Thiên Chúa vĩnh cửu sẽ theo sau 4 đất nước và và "sừng nhỏ"[9].
- Dự đoán theo thứ tự thời gian: Daniel dự đoán một số lần khoảng thời gian phải trôi qua cho đến khi Vương quốc Thiên Chúa đến. Tiên tri của Giê-rê-mi cũng có diễn giải về khoảng thời gian "70 năm". Trong Daniel chương 7 câu 75được xác định là "một kỳ, hai kỳ và một nửa  kỳ", sau đó là 2.300 "buổi chiều và buổi mai", với các số ngày khác ở cuối cùng của sách[10].
- Đấng chịu xức dầu bị trừ đi: Danien 9 có nhắc đến những mốc thời gian 70 tuần lễ, 62 tuần lễ "Có bảy mươi tuần-lễ định trên dân ngươi và thành thánh ngươi, đặng ngăn sự phạm-phép, trừ tội-lỗi, làm sạch sự gian-ác, và đem sự công-bình đời đời vào, đặng đặt ấn-tín nơi sự hiện-thấy và lời tiên-tri, và xức dầu cho Đấng rất thánh. Ngươi khá biết và hiểu rằng từ khi ra lệnh tu-bổ và xây lại Giê-ru-sa-lem, cho đến Đấng chịu xức dầu, tức là vua, thì được bảy tuần-lễ, và sáu mươi hai tuần-lễ; thành đó sẽ được xây lại, có đường-phố và hào, trong kỳ khó-khăn. Sau sáu mươi hai tuần-lễ đó, Đấng chịu xức dầu sẽ bị trừ đi, và sẽ không có chi hết. Có dân của vua hầu đến sẽ hủy-phá thành và nơi thánh; cuối-cùng nó sẽ như bị nước lụt ngập, có sự tranh-chiến cho đến cuối-cùng; những sự hoang-vu đã định." - Daniel 9:24-26 Các học giả coi chúng là đề cập đến tướng lãnh cao Joshua từ thời kỳ Ba Tư đầu và tướng lãnh cao Onias III, bị ám sát vào thế kỷ thứ hai, nhưng người Kitô hữu đã cho rằng cả hai đều đề cập đến cái chết của Christ, từ đó cung cấp một mốc cố định để tính thời gian đến hồi kết của thế giới[11].
- "Kẻ hủy phá đến bởi cánh gớm ghiếc": Điều này được đề cập trong Daniel 8, 9 và 11. theo những người nghiên cứu Kinh Thánh, điều này được coi là đề cập đến tương lai kết thúc và sự tàn phá của Jerusalem (Matthew 24:15, Mark 13:14), và sau đó nó được giải thích là Tiên tri giả[12].

### Cơ Đốc phục lâm ngày thứ bảy
Lời tiên tri về 2.300 ngày trong Đa-ni-ên 8:14 đóng vai trò quan trọng trong triết lý của Giáo hội Cơ Đốc Phục Lâm. 2.300 ngày được giải thích là 2.300 năm bằng nguyên tắc một ngày là một năm. Theo giáo lý của Giáo hội Cơ Đốc Phục Lâm, khoảng thời gian này bắt đầu cùng với lời tiên tri Bảy mươi Tuần vào năm 457 trước Công nguyên và kết thúc vào năm 1844 sau Công nguyên. Giáo hội Cơ Đốc Phục Lâm tin rằng cuối của khoảng thời gian này sẽ đưa đến sự kết thúc của một thời đại và được ủng hộ bởi Phong trào Phục lâm vào đầu thế kỷ 19.
| Chương | Các lời tiên tri đồng nhất được hiểu bởi các nhà lịch sử học về thời kỳ cuối cùng. | Các lời tiên tri đồng nhất được hiểu bởi các nhà lịch sử học về thời kỳ cuối cùng. | Các lời tiên tri đồng nhất được hiểu bởi các nhà lịch sử học về thời kỳ cuối cùng. | Các lời tiên tri đồng nhất được hiểu bởi các nhà lịch sử học về thời kỳ cuối cùng. | Các lời tiên tri đồng nhất được hiểu bởi các nhà lịch sử học về thời kỳ cuối cùng. | Các lời tiên tri đồng nhất được hiểu bởi các nhà lịch sử học về thời kỳ cuối cùng.                                |
| | Quá khứ                                                                            | Quá khứ                                                                            | Quá khứ                                                                            | Quá khứ                                                                            | Quá khứ                                                                            | Hiện tại |
| --- | ---------------------------------------------------------------------------------- | ---------------------------------------------------------------------------------- | ---------------------------------------------------------------------------------- | ---------------------------------------------------------------------------------- | ---------------------------------------------------------------------------------- | --- |
| Daniel 2 | Cái đầu bằng vàng (Babylon)                                                        | Ngực và cánh tay bằng bạc                                                          | Bụng và vế bằng đồng                                                               | Hai chân bằng sắt                                                                  | Hai chân bằng sắt với ngón chân nửa bằng sắt nửa bằng đất sét                      | Hòn đá đập vào pho tượng hóa ra một hòn núi lớn đầy khắp đất tượng trưng cho vương quốc đời đời của Đức Chúa Trời |
| Daniel 7 | Sư tử có cánh                                                                      | Gấu đứng nghiêng nửa mình                                                          | Con beo có bốn đầu và bốn cánh                                                     | Con thú có mười sừng và sừng nhỏ                                                   | Sự phán xét con thú                                                                | Con Người đến với đám mây, nhận lấy quyền phép và trao cho các thánh đồ.                                          |
| Daniel 8 |                                                                                    | Con chiên đực (Mê-đi & Phe-rơ-sơ)                                                  | Con dê xờm đực một sừng/ bốn sừng (Gờ-réc)                                         | Cái sừng nhỏ mưu mô                                                                | Sự làm sạch đền thánh Dẫn đến →                                                    | (Vương quốc của Đức Chúa Trời)                                                                                    |
| Daniel 11–12 |                                                                                    | Vua (Phe-rơ-sơ)                                                                    | Vua phương bắc và nam (Gờ-réc)                                                     | Vua phương Bắc và Nam, thủ đoạn và mưu mô (Vua La Mã và thể chế giáo hoàng)        | Vua phương Bắc và Nam (chính phủ tôn giáo và chính trị toàn cầu)                   | Michael chỗi dậy. Rất nhiều các thánh sống lại và hưởng sự sống đời đời.                                          |
| (Các quốc gia trong dấu ngoặc đơn là giải thích về các ký hiệu như được đưa ra trong văn bản. Các quốc gia trong dấu ngoặc đơn nghiêng là giải thích Lịch sử học. "Một giống như con người" và "Michael" được hiểu là cùng một chủ thể.) |                                                                                    |                                                                                    |                                                                                    |                                                                                    |                                                                                    | |

Hầu hết các tôn giáo Tin Lành thứ Bảy xuất phát từ Phong trào Phục lâm có các niềm tin tương tự về Sự phản bội lớn, cũng như các tôn giáo cải cách khác của đức tin Kitô giáo. Một số trong số này, đặc biệt là Giáo hội Cơ Đốc Phục Lâm, đã từ lâu cho rằng hội thánh phản bội được hình thành khi Giám mục của Giáo hội La Mã bắt đầu thống trị và mang đến sự ô uế tôn giáo, cho phép thờ các hình tượng của người ngoại đạo, và thành lập Giáo hội Công giáo La Mã, và thờ phượng vào Chủ Nhật thay vì ngày Sabat (thứ bảy), là điều không có trong với Kinh Thánh.
Giáo hội Cơ Đốc Phục Lâm dạy rằng thế lực Cái Sừng nhỏ dã được tiên tri dấy lên sau khi Đế quốc La Mã tách ra chính là Giáo hoàng. Năm 533, Justinianus I, Hoàng đế của Đế chế Đông La Mã, chính thức công nhận giám mục (giáo hoàng) của Rome là người đứng đầu của tất cả các giáo hội Kitô giáo. Do sự ảnh hưởng của chủ nghĩa Arian tại một số vùng thuộc Đế chế La Mã, giám mục của Rome không thể thực hiện quyền lực này. Cuối cùng, vào năm 538, Belisarius, một trong những tướng của Justinian, đánh bại các vương quốc phiến loạn cuối cùng của Người Ostrogoth tại thành phố Rome và giáo hoàng La Mã đã có thể bắt đầu thiết lập quyền lực toàn cầu của mình. Do đó, bằng sự giúp đỡ quân sự của Đế chế Đông La Mã, giáo hoàng La Mã đã trở nên có quyền lực tuyệt đối trên toàn khu vực của Đế quốc La Mã cũ.
Giống như nhiều nhà lãnh đạo thời kỳ Cải cách, những bài viết của nhà sáng lập Giáo hội Cơ Đốc Phục Lâm - Ellen White phản đối Giáo hội Công giáo như một hội thánh đã sụp đổ và đóng vai trò xấu ác trong kịch bản thời kỳ sau cùng. Bà cho rằng Giáo hội Công giáo chính là kẻ thù của Hội thánh chân thật của Chúa và rằng giáo hoàng chính là Antichrist. Rất nhiều nhà cải chánh, như Martin Luther, John Knox, William Tyndale và những người khác cũng có quan điểm tương tự về Giáo hội Công giáo và giáo hoàng khi họ tách ra khỏi Giáo hội Công giáo trong Thời cải cách.
Ellen White đã viết,
Lời Ngài đã cảnh báo về nguy cơ sắp tới, nhưng nếu không chú ý đến, thế giới Tin lành sẽ chỉ hiểu thực sự mục đích của Giáo hội Rôma khi đã quá muộn để rời khỏi nó. Giáo hội Công Giáo đang lén lút mọc lên mạnh mẽ. Những tín đồ của Giáo hội đang có tác động đến các phòng ban hợp pháp, các nhà thờ và trong tâm trí con người. Giáo hội đang xây dựng các công trình với kiến trúc cao lớn ẩn trong đó là sự đàn áp dã man trong quá khứ, chắc chắn sẽ được lặp lại. "Người đàn bà" đang tăng cường lực lượng của mình một cách lén lút và không từ thủ đoạn để đạt được mục đích của mình khi tấn công. Tất cả những gì "người đàn bà" mong muốn là sự hủy diệt, và điều này đã được định sẵn cho nó. Chúng ta sẽ sớm thấy và cảm nhận được mục đích của thế lực Giáo hoàng Rôma. Ai tin và làm theo lời Chúa sẽ phải chịu sự sỉ nhục và bị đàn áp.